# Drosendorf (Memmelsdorf)
Drosendorf ist ein Gemeindeteil der Gemeinde Memmelsdorf im oberfränkischen Landkreis Bamberg in Bayern und eine Gemarkung.

## Geografie
Das Kirchdorf mit gut 1400 Einwohnern liegt etwa eineinhalb Kilometer nordöstlich von Memmelsdorf.
Die Gemarkung Drosendorf hat eine Fläche von etwa 357 Hektar.
Nachbarorte sind Memmelsdorf, Weichendorf, Merkendorf, die zur Gemeinde Memmelsdorf gehören, sowie Wiesengiech und Straßgiech (beide Stadt Scheßlitz).

## Geschichte

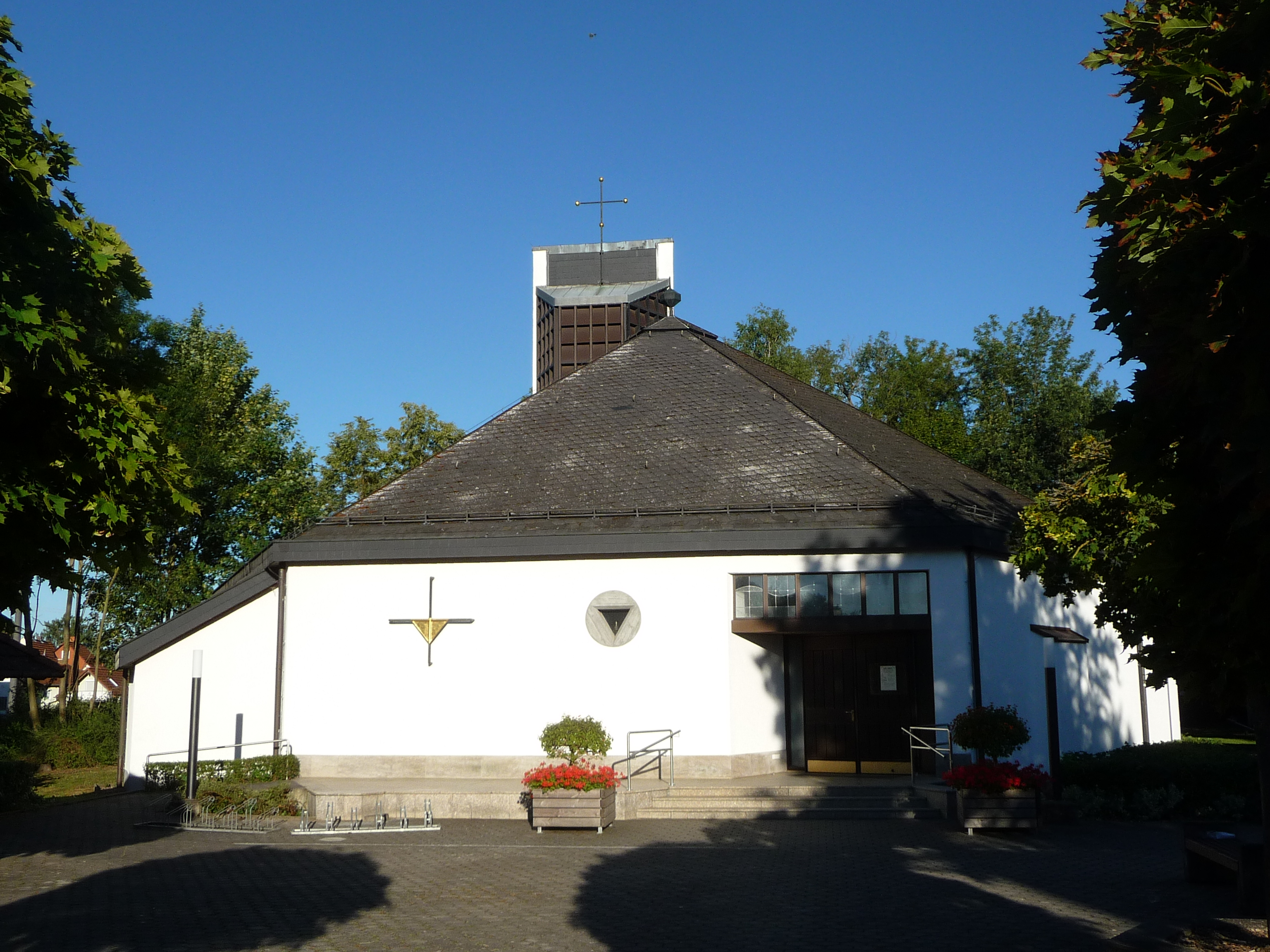
Katholische Kirche Dreifaltigkeit in Drosendorf

Der Ort wurde 1157 zum ersten Mal genannt.
Es gibt Nachweise, dass um 1200 das Lehenswesen in Drosendorf herrschte. Die Stuhlbrüder waren bis zur Säkularisation 1802/1803 die wichtigsten Lehensherren. Danach hatte Drosendorf 53 Häuser. Sechs wurden dem königlichen Rentamt Hallstadt und 43 dem königlichen Damenstift in München lehensbar. Vier Häuser verblieben der Gemeinde Drosendorf.
Die Freiwillige Feuerwehr wurde 1863 gegründet und das erste Schulhaus am 11. Oktober 1886 eingeweiht.
Die Gemeinde Drosendorf im Landkreis Bamberg hatte eine Fläche von 349,72 Hektar (1964), 661 Einwohner (1961) und nur das Dorf Drosendorf als Gemeindeteil. Im Zuge der Gebietsreform in Bayern wurde die Gemeinde Drosendorf am 1. Januar 1972 in die Gemeinde Memmelsdorf eingegliedert.

## Einrichtungen
- Freiwillige Feuerwehr
- RSV Windthorst Drosendorf
- Katholische Kirche Dreifaltigkeit[6]
- Kindergarten
- Grundschule
- Jugendhaus